# Driestruik en Breidberg
Driestruik en Breidberg is een natuurgebied ten noorden van Melick.
De Driestruik bestaat uit heideveldjes, afgewisseld met naaldbos, en de Breidberg is meer open van karakter. Er zijn ook graslanden en poelen.
De gebieden zijn verbonden met elkaar, met het gebied De Meer en met de bosgordel langs de Kastanjelaan. Belangrijke amfibieën die er voorkomen zijn rugstreeppad, en knoflookpad. Ook de zandhagedis is er te vinden.
In het gebied loopt een natuurpad van ongeveer 4 km lengte.